# Guijoso
Pago Guijoso es una Denominación de Origen Protegida vinícola española que se encuentra situada en el municipio de El Bonillo en la provincia de Albacete (España).
Esta zona vinícola de pago tiene una extensión de 58,2324 hectáreas. La calificación como Denominación de Origen Pago fue solicitada por Juan Sanchez Muliterno en representación de la familia propietaria de la bodega el 30 de diciembre de 2000 al amparo del Decreto 127/2000 de fecha 1 de agosto de 2000 de la Consejería de Agricultura de la Junta de Castilla-La Mancha. Obtuvo la calificación de denominación de origen en el año 2005 por parte de La Consejería de Agricultura de Castilla-La Mancha y reconocida por la Unión Europea mediante publicación en el Diario Oficial de la Unión Europea C41 de fecha 17-02-2006. En 2014 la propiedad paso de la familia Sanchez Muliterno a la familia Conesa manteniéndose el reconocimiento de la Denominación de Origen Pago. Actualmente está constituida por la producción de las Bodegas y Viñedos Familia Conesa.
El marco de plantación del viñedo va de 2,6 a 3,0 m de ancho de calle y de 1,20 a 1,50 m de separación entre cepas. La densidad mínima de plantación de cepas por hectárea es de 2.381 y la máxima de 3.205, en espaldera, con un sistema de conducción y poda Guyot en las cepas plantadas antes de 1993 y Smart-Dyson en el resto, con un máximo de 60.000 yemas/ha en el caso del Guyot, y de 70.000 en el Smart-Dyson.
Los tintos son envejecidos en barricas de roble de 6 a 36 meses y los blancos son monovarietales.

## Uvas
- Cabernet Sauvignon
- Chardonnay
- Sauvignon Blanc
- Merlot
- Syrah
- Tempranillo

## Bodegas
- Bodegas y Viñedos Familia Conesa